# Liên đoàn Bảo vệ Linh trưởng Quốc tế
Liên đoàn Bảo vệ Linh trưởng Quốc tế (tiếng Anh: International Primate Protection League) (IPPL) là một tổ chức phi lợi nhuận vì quyền lợi động vật được thành lập vào năm 1973 tại Thái Lan bởi Shirley McGreal.
Trọng tâm chính của IPPL là thúc đẩy việc bảo tồn và bảo vệ tất cả các loài linh trưởng trên toàn thế giới, bao gồm vượn, khỉ và vượn cáo. Điều phối mạng lưới quốc tế gồm 15.000 thành viên, IPPL hoạt động để hạn chế buôn bán linh trưởng bất hợp pháp, can thiệp vào các hành vi ngược đãi và khuyến khích nỗ lực của các khu bảo tồn và các nhóm bảo vệ trên toàn thế giới.
Trụ sở chính và khu bảo tồn của tổ chức được thành lập tại Summerville, Nam Carolina, Hoa Kỳ vào năm 1977. Chi nhánh tại Anh hiện đã tan rã, IPPL-UK, được thành lập vào năm 1977 bởi Cyril Rosen. Tính đến năm 2019, IPPL có mặt tại 31 quốc gia.